# Torcieu
Torcieu ist eine französische Gemeinde mit 744 Einwohnern (Stand 1. Januar 2022) im Département Ain in der Region Auvergne-Rhône-Alpes. Sie gehört zum Arrondissement Belley und zum Kanton Ambérieu-en-Bugey.

## Geographie

### Lage
Torcieu liegt auf 265 m, etwa 35 Kilometer südöstlich der Präfektur Bourg-en-Bresse und 30 Kilometer westlich von Belley (Luftlinie) im südlichen französischen Jura-Gebirge. Nachbargemeinden von Torcieu sind Ambérieu-en-Bugey im Norden, Saint-Rambert-en-Bugey im Osten, Cleyzieu und Souclin im Süden sowie Vaux-en-Bugey und Bettant im Westen.

### Topographie
Die Fläche des 10,72 km² großen Gemeindegebiets bedeckt einen Teil der stark reliefierten Westausläufer der Landschaft Bugey und umfasst eine Flussbiegung des Albarine-Tals zwischen Saint-Rambert-en-Bugey und Ambérieu-en-Bugey. Der Fluss durchschneidet die Höhenzüge des Jura in einem tief eingeschnittenen Quertal, der Cluse des Hôpitaux. Das Gebiet erstreckt sich zu beiden Seiten der Albarine bis auf die umgebenden Höhenzüge hinauf. Der höchste Punkt liegt bei 782 m am Südrand der Gemeinde unterhalb des Gipfels vom Mont Falcon. Von Süden her fließt der Bach Ravinet auf das Gemeindegebiet und mündet neben der Eisenbahnbrücke in die Albarine.

### Ortsgliederung
Der Ortskern liegt auf dem an dieser Stelle etwas verbreiterten, flachen Talboden zwischen dem rechten Ufer der Albarine und dem Fuß der Gebirgsformationen, die die Westausläufer des Jura bilden. Flussaufwärts bestehen außerdem die folgenden Weiler:
- Montferrand (274 m) am linken Ufer der Albarine,
- le Chauchay und les Combes, direkt beieinanderliegend auf etwa 280 m am rechten Ufer der Albarine,
- Mont de Lange (450 m) auf einem Gebirgsabsatz zwischen dem Kerbtal des Ravine und einer bis auf etwa 700 m reichenden Hochfläche la Falconnière.

## Geschichte
In zwei der zahllosen Höhlen auf dem Gemeindegebiet wurden Zeugnisse spätbronzezeitlicher Besiedlung gefunden. Torcieu erscheint im 12. Jahrhundert erstmals in lateinischen Schriften als Torciacus, später dann als Torceu. Die ab dem 16. Jahrhundert erwähnte Pfarrkirche war zu Beginn Saint-Hilaire gewidmet, später Saint Firmin et Éloy und schließlich Saint-Blaise und war dem Bistum Lyon zugeteilt. Das Gebiet von Torcieu gehörte den 1223 erstmals erwähnten Herren von Montferrand, die in dem gleichnamigen Weiler der heutigen Gemeinde Torcieu ihre befestigte Burg errichteten. Die kleine Herrschaft besaß auch Teile des heutigen Arandas und unterstand zu Beginn der mächtigen Benediktinerabtei Saint-Rambert. Im 14. Jahrhundert fiel sie unter die Oberhoheit der Grafen von Savoyen. Mit dem Vertrag von Lyon gelangte Torcieu 1601 an Frankreich.

## Bevölkerungsentwicklung
| Jahr                       | 1962 | 1968 | 1975 | 1982 | 1990 | 1999 | 2006 | 2014 | 2021 |
| -------------------------- | ---- | ---- | ---- | ---- | ---- | ---- | ---- | ---- | ---- |
| Einwohner                  | 448  | 429  | 460  | 543  | 569  | 646  | 663  | 732  | 744  |
| Quellen: Cassini und INSEE |      |      |      |      |      |      |      |      |      |

Mit 744 Einwohnern (Stand 1. Januar 2022) gehört Torcieu zu den kleinen Gemeinden des Départements Ain. Nachdem die Einwohnerzahl gegen Ende des 19. Jahrhunderts etwas abgenommen hatte (bis 1850 lag sie bei etwa 900 Personen), kehrte sich der Trend Ende des 20. Jahrhunderts um und die Einwohnerzahl steigt wieder an. Die Einwohner werden Torciolans genannt.

## Sehenswürdigkeiten

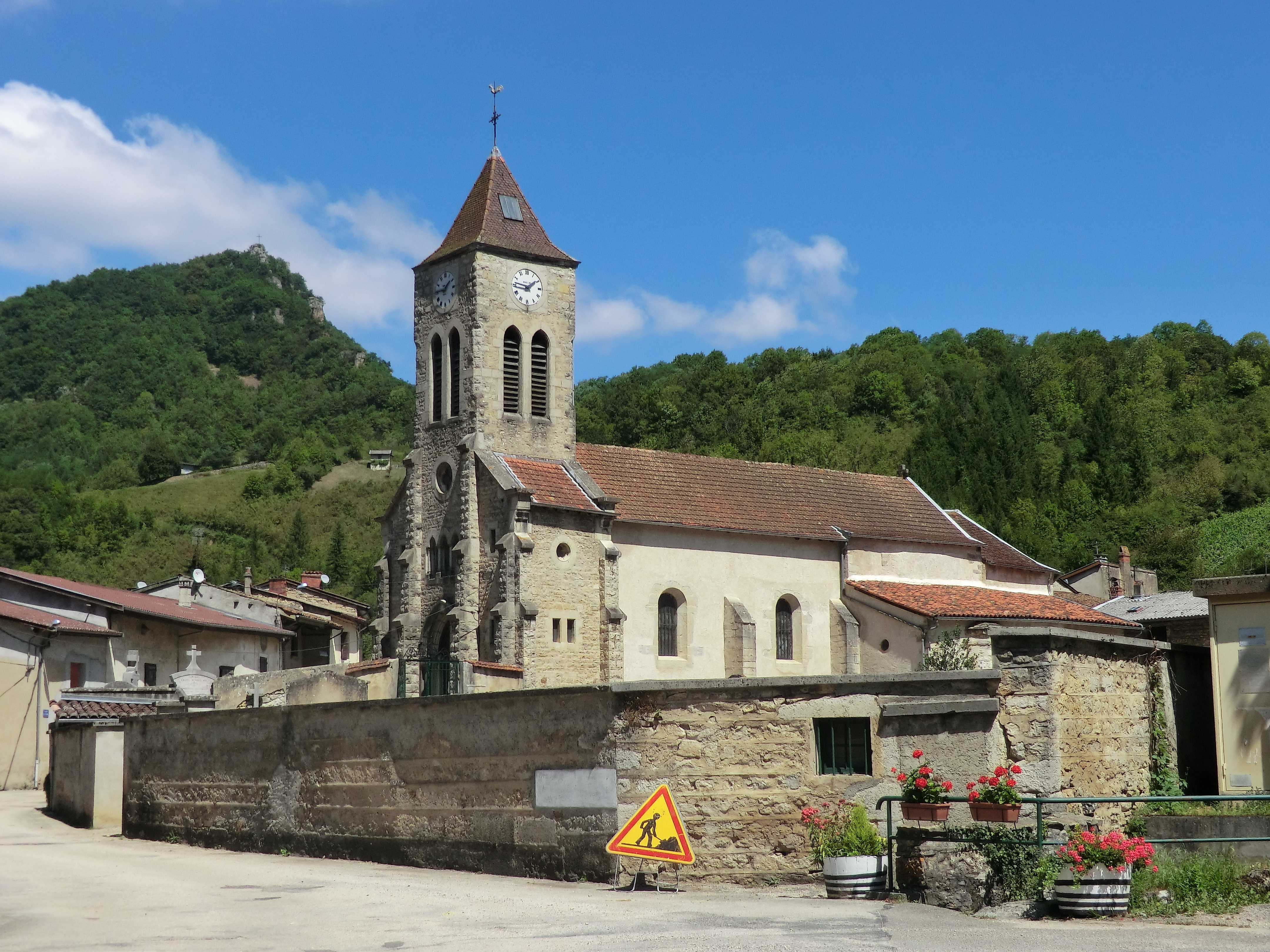
Kirche Saint-Blaise
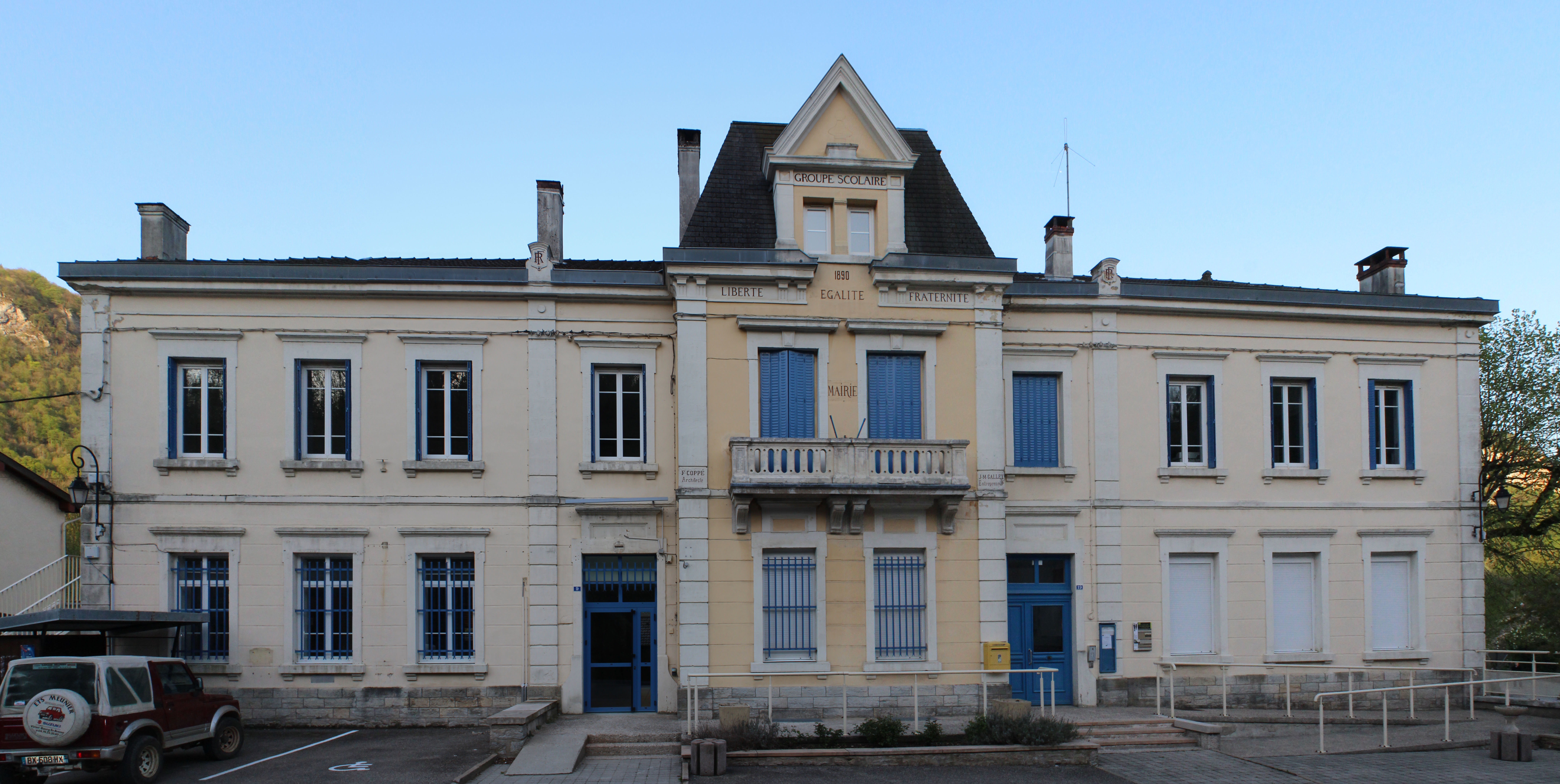
Rathaus (mairie) und ehemalige Schule
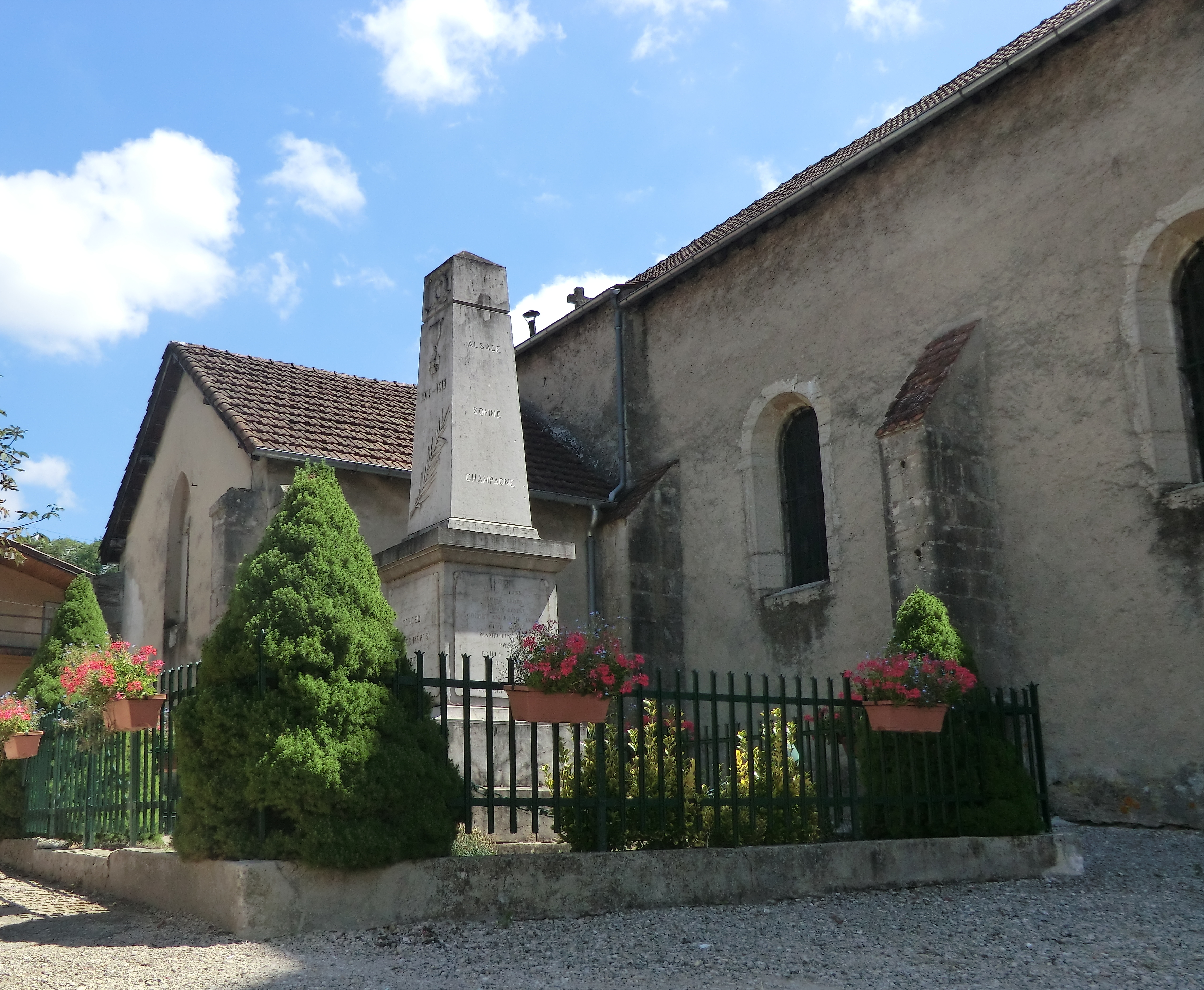
Gefallenendenkmal

- Kirche Saint-Blaise
- Rathaus (mairie) und ehemalige Schule
- Gefallenendenkmal

## Wirtschaft und Infrastruktur
In Torcieu sind einige mittelständische Betriebe im Industriesektor ansässig. Darüber hinaus gibt es eine Reihe von Kleinstbetrieben und einige selbständige Landwirte. Der Rest der erwerbstätigen Bevölkerung sind Wegpendler, die in den größeren Ortschaften der Umgebung ihrer Arbeit nachgehen. Einige wenige nach Süden ausgerichtete Hangparzellen sind noch mit Weinreben bepflanzt, deren Wein unter der geographischen Herkunftsbezeichnung Coteaux de l’Ain verarbeitet wird.
Zwei wichtige Verkehrsachsen durchqueren die Cluse des Hôpitaux, die Hauptstraßenverbindung D1504 (ehemalige Nationalstraße N504) zwischen Ambérieu-en-Bugey und dem Raum Chambéry sowie die Bahnstrecke Lyon–Genève. Im Bereich von Torcieu umgeht die Hauptstraße die bebauten Ortsteile, die stattdessen von der parallel geführten Departementsstraße D73 erschlossen werden. Bahnhöfe gibt es in Ambérieu und in Saint-Rambert, die von den TER Rhône-Alpes bedient werden. Die nächste Autobahn (A42) befindet sich in etwa elf Kilometern Entfernung.
In Torcieu befindet sich eine staatliche école primaire (Grundschule mit eingegliederter Vorschule).